# Флекушек
Флекушек (словен. Flekušek) — поселення в общині Песниця, Подравський регіон‎, Словенія.